# Coeligetes borneensis
Coeligetes borneensis es un coleóptero de la familia Chrysomelidae.
Fue descrita científicamente en 1994 por Mohamedsaid.